# Cynanchum staubii
Cynanchum staubii là một loài thực vật có hoa trong họ La bố ma. Loài này được Bosser mô tả khoa học đầu tiên năm 2005.